# Luck Key
Luck Key (럭키?, LeokkiLR) è un film del 2016 diretto da Lee Gae-byok, rifacimento della pellicola giapponese del 2012 Kagi dorobō no mesoddo.

## Trama
Un aspirante attore con problemi di denaro, Yoon Jae-sun, si prepara al suicidio, quando ha modo di scambiare i propri documenti con quelli del sicario Choi Hyung-wook, che dopo avere per sbaglio battuto la testa non ricorda più niente del suo passato.